# 藻琴湖
藻琴湖（もことこ）は、北海道東部、網走市にある汽水湖。

## 地理
海跡湖である。二級河川藻琴川が流入し、オホーツク海に流出する。冬は結氷する。
非改変湖沼区分は改変である。

## 名称の由来
アイヌ語が由来であるが諸説ある。
- モコトウ（小沼の意）
- ムク・トゥ（尻の塞がった沼の意）
- ポ・コッ・トゥ（子を持つ沼の意）
- モコルトー（眠っている沼の意）等

## 自然
1958年（昭和33年）7月1日指定の網走国定公園に属しており、2016年（平成28年）環境省の生物多様性の観点から重要度の高い湿地（重要湿地）にも選定されている。
湖の東へ約1kmには濤沸湖があり、ラムサール条約に登録されているが、当湖は未指定であり、鳥獣保護区も未設定である。
- 周囲はタンチョウやチュウヒの繁殖地となっている。
- オオハクチョウやマガン等の渡り鳥も見られる。
- 塩性湿地が広がり、アリアケモドキが生息する。

## 利用
- 水産資源としてヤマトシジミ・マガキ・ワカサギ等の漁獲がある[4]。
- 湖畔の北部平地が放牧地となっている。

## 交通
- JR北海道釧網本線藻琴駅
- 国道244号
  - 網走バス「藻琴局前」停留所[5]
- 北海道道102号網走川湯線
  - 網走観光交通「東小学校前」停留所[6]